# Vřesina (district d'Ostrava-Ville)
Pour les articles homonymes, voir Vřesina.
Vřesina (en allemand : Wrzessin) est une commune du district d'Ostrava-Ville, dans la région de Moravie-Silésie, en République tchèque. Sa population s'élevait à 2 906 habitants en 2021.

## Géographie
Vřesina se trouve à 5 km au nord de Klimkovice, à 10 km à l'est du centre d'Ostrava et à 266 km à l’est de Prague.

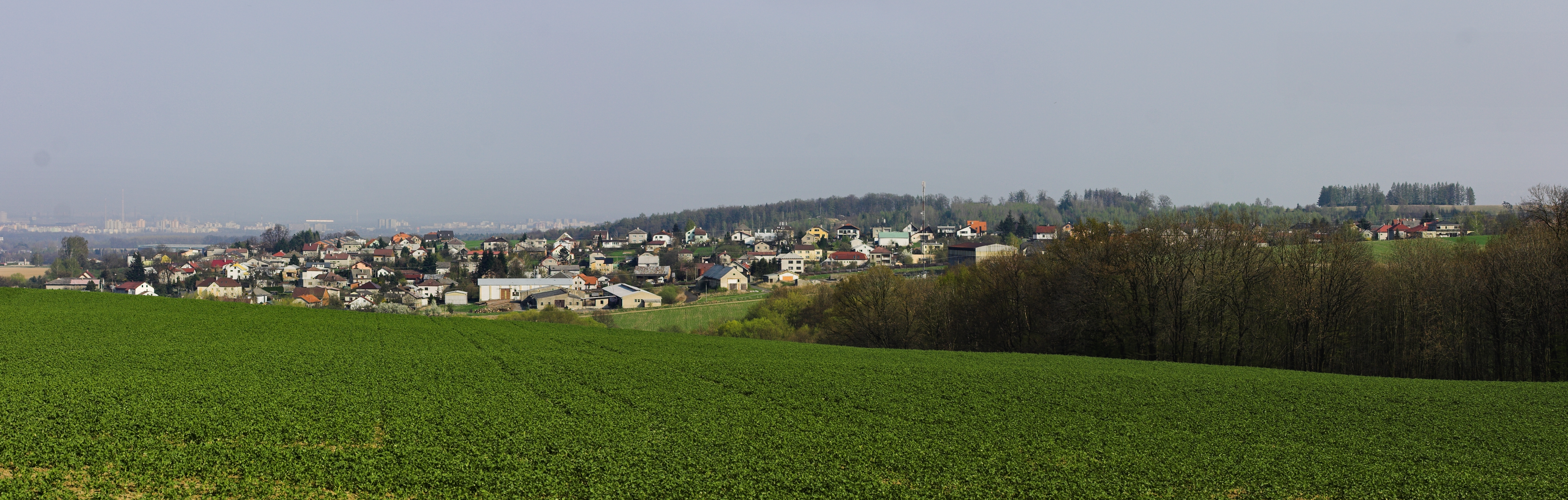
Vřesina : vue générale.

La commune est limitée par Ostrava au nord et à l'est, par Klimkovice au sud, et par Čavisov à l'ouest.
Le village est situé sur les deux rives de la rivière Porubka et est relié à la ville voisine d'Ostrava par les transports en commun (tramway et bus).

## Histoire
La première mention écrite de la localité date de 1377,  lorsque le village de Vřesina et Hýlov était en possession de M. Adam et appartenait aux princes d'Opava Přemko et Václav. Cependant, il est probable que Vřesina existait déjà avant cette date — l'époque de sa création peut être estimée entre la seconde moitié du XIIe siècle et la première moitié du XIIIe siècle, lorsqu'un groupe de Tchèques s"installent dans cette région.
Du XIVe au XVIIe siècle, les noms d'un certain nombre de détenteurs de Vřesina sont connus à partir de documents d'archives conservés. À partir de 1461, Vřesina est devenue une partie du domaine de Velkopoloma pendant une période relativement longue (progressivement en la possession des seigneurs Donát de Velká Polom, Osinský de Žitná, Pražm et autres). À partir de 1702, Vřesina (le village et le manoir) est devenu une partie du domaine de Klimkovice en possession de la famille Wilczk, où il est resté jusqu'à la première réforme agraire, lorsque le manoir a été divisé en parcelles.
En 1850, une nouvelle école a été construite, qui fut ensuite agrandie en deux classes en 1875. Dans la seconde moitié du XIXe siècle, Vřesina a progressivement commencé à se transformer en un village ouvrier dans lequel vivaient les travailleurs des mines d'Ostrava et des fonderies de Vítkovice. En 1925, le premier train arrive dans le village. Pendant la Seconde Guerre mondiale, le village est libéré par l'Armée rouge le 29 avril 1945. En 1998, l'église Saint-Antoine de Padoue est érigée.

## Transports
Par la route, Vřesina se trouve à 17 km d'Ostrava et à 344 km de Prague.
La ligne de tramway d'Ostrava-Poruby à Kyjovice,la ligne de tramway no 5 (Vřesinská–Zátiší) ainsi que les bus Arriva Morava mènent à Vřesina. La ligne de tramway et les bus réguliers sont intégrés dans ODIS, dans lequel Vřesina forme la zone 9 avec Čavisov, Dolní Lhota, Horní Lhota, Olbramice et Zbyslavice.
Les efforts pour construire un chemin de fer à travers la vallée de Porubka remontent à la période austro-hongroise. Vřesina n'avait alors pas de liaison de transport public avec la ville du district, que ce soit Opava ou, à partir de 1896, Bílovec. Avec le développement de l'industrie et des mines à Ostrava, le problème du transport des travailleurs vers le lieu de travail devait être résolu. Ainsi, à  la fin du XIXe et au début du XXe siècle, il fut envisagé de construire un chemin de fer qui mènerait de Svinov à travers la vallée du ruisseau Porubka jusqu'à Kyjovice et de là via Pustá Polom, Skřipov jusqu'à Hradec nad Moravicí, afin d'établir une connexion avec Opava.
Le 4 juin 1923, l'entreprise de construction des frères Špačk, qui a remporté l'appel d'offres, a commencé les travaux de construction avec une cérémonie d'excavation du sol au pont sur la Porubka, près de la maison de František Hampl à Svinov no 150.
Le dimanche 2 août 1925, fut solennelement lancée l'exploitation du train à vapeur sur la ligne Svinov - Poruba - Vřesina, construite au coût de 12 millions de couronnes. Un grand nombre de personnes, conduites par le maire du village, assistèrent à la cérémonie d'ouverture du chemin de fer.
Le 7 novembre 1926, l'extension du chemin de fer jusqu'à Dolní Lhota fut achevée. Le 6 novembre 1927, la ligne de chemin de fer atteignit la gare terminus de Kyjovice - Budišovice. La ligne de monorail comptait onze stations et arrêts. Le croisement des rames n'était possible qu'aux gares de Poruba-nádraží, Vřesina et Dolní Lhota. Le temps de trajet entre les gares finales était de trente-sept minutes, durant lesquelles le tramway traversait le territoire de trois districts.
Dix paires de trains de voyageurs étaient quotidiennement en action, initialement composées d'une locomotive à vapeur et de deux voitures de voyageurs. Bientôt, les trains durent être renforcés avec des voitures supplémentaires, car dès la première année de fonctionnement, le nombre de personnes transportées par jour atteignait deux mille, dépassant ainsi le triple de l'estimation initiale. Le transport de marchandises était utilisé pour transporter du charbon, des matériaux de construction, du bois et des produits agricoles. Le déchargement et le chargement étaient possibles dans cinq stations.
Dans les années 1947 et 1948, la ligne fut électrifiée en deux phases. Le transport électrique commença le 29 août 1947 sur le tronçon Svinov - Vřesina, tandis que le tronçon Vřesina - Kyjovice - Budišovice resta à vapeur. L'électrification de la section restante à Kyjovice - Budišovice fut achevée le 29 décembre 1948. La cérémonie d'ouverture fut suivie par de nombreuses personnalités importantes de la vie politique et publique, dirigées par le maire de la ville d'Ostrava, Josef Kotas. Initialement, le tram circulait de la rue Moravská Ostrava - Těšínská à Kyjovice et à partir du 29 décembre 1950, il fut étendu à Přívoz jusqu'à la gare principale. Le temps de trajet était alors de 74 à 76 minutes.
Le 22 février 1986, l'exploitation des anciens tramways à deux essieux, les derniers sur notre territoire, fut solennellement interrompue. À Poruba, Vřesin, Dolní Lhota et à Zátiš, les anciens bâtiments d'expédition avec un appartement pour le chef de gare, un bureau, une salle d'attente et une cafétéria, rappellent encore le passé glorieux de la voie. Sur le parcours du chemin de fer, vous pouvez également trouver des bornes avec la désignation du premier opérateur - Silesian Railways.
Aujourd'hui encore, la ligne est exploitée comme une voie unique avec des aiguillages et un écartement normal, et c'est l'une des deux dernières lignes de tramway à voie unique en service régulier en République tchèque.
Le 11 avril 2008, un tragique accident de la circulation se produisit sur cette ligne de tramway. Entre les arrêts Vřesina et Poruba koupaliště, deux rames de tramway venant de directions opposées entrèrent en collision. Les conducteurs se sont vus a moins de soixante-dix mètres l'un de l'autre et à une vitesse d'environ 70 km/h la collision ne pouvait plus être évitée. À la suite de la tragédie, trois personnes sont mortes et trente-six ont été blessées.

## Construction d'un village
Vers la fin de la Seconde Guerre mondiale, les autorités allemandes décident de construire rapidement un village pour les réfugiés des villes allemandes bombardées. Ce village est construit sur la rive gauche de la rivière Porubka, dans la partie inhabitée de Hlubočice située dans la forêt de Pohoří. En 1944, est fondée l'organisation Deutsche Nothilfe, qui commence à construire 24 maisons jumelées d'urgence pour les émigrants allemands dans la forêt de Pohoří. Les municipalités de Vřesina, Poruba, Třebovice, Pustkovec, Krásné Pole, Velká Polom, Dolní et Horní Lhota, Čavisov, Kyjovice et Zbyslavice ont participé à cet événement. Chaque citoyen de ces municipalités devait travailler 8 heures par mois gratuitement. En cas de non-conformité, ils étaient condamnés à une amende de 20 Reichsmark.
Les paysans de ces villages devaient apporter gratuitement tout le matériel en calèche. Le matériel que les citoyens avaient préparé pour la construction privée avait alors été confisqué au profit de la construction de ces bâtiments d'urgence. Ils travaillaient tous les jours, même les dimanches et jours fériés. Lorsqu'il y avait trop peu de main-d'œuvre sur le chantier, les jeunes de l'école étaient aussi forcés a venir aider.
Seules les forces professionnelles étaient payées. Les maisons n'ont pas pu être achevées avant la fin de la guerre, mais après la libération, elles ont pu être utilisées par les habitants de ces communes qui avaient perdu leurs logement pendant la libération.
Les villages dévastés et incendiés après la guerre en Silésie avaient besoin d'une aide urgente pour leur reconstruction. Dans le cadre de l'événement Building Silesia, des contacts ont été établis avec des villes et des municipalités qui ont envoyé une aide financière et matérielle. La ville parrain de Vřesina était Plzeň, et en l'honneur du parrain, la localité de Hlubočice a été rebaptisée Nová Plzeň en 1951.

## Cinéma d'été de Lesana
Sur le site de l'ancien site d'excursion du gymnase des travailleurs de Vřesina dans la partie nord de Nová Plzeň, la construction du cinéma d'été de Lesana a commencé en 1960 dans le cadre de l'événement "Z". Les projections ont commencé en 1961 avec la diffusion de la comédie musicale en couleur "Valčík pro milion."
Le coût total de la construction, y compris l'équipement de projection, s'est élevé à 250 000 CZK. La capacité du cinéma était de 385 spectateurs assis et la taille de l'écran de projection était de 11 m x 6,5 m. Les premiers projecteurs étaient des Meopton 3, les redresseurs étaient à lampes au mercure et la projection se faisait sur des électrodes de carbone. Ceux-ci ont ensuite été remplacés par le type MEO 4 avec un tube à décharge au silicium et des redresseurs au silicium ont été utilisés. La bande de film avait une largeur de 35 mm et le format grand angle était de 1:2,35.
Le festival annuel du film ouvrier avait lieu dans le cinéma d'été.  En 1991, le film Zdeňka Trošky - Sun, Hay, Erotica a été projeté pour la première fois dans le pays à Lesana in Vřesina. En 1992, l'avant-première tchécoslovaque du film américain Moucha a eu lieu au cinéma d'été. En septembre 1996, la dernière projection a eu lieu au cinéma d'été Lesana à Vrešina.
Au-dessus de l'ancien cinéma d'été se trouve la soi-disant "aire de jeux des travailleurs". Dans le passé, c'était un lieu d'événements sportifs et sociaux non seulement pour les habitants de Nová Plzeň, mais aussi pour la région au sens large. Dans le passé, des mâts de mai étaient régulièrement érigés et abattus sur le terrain de jeu.
La pierre à des fins de construction a été extraite à Sokolská skála. Après la fin de l'exploitation minière, des représentations théâtrales et d'autres événements sociaux en plein air ont été organisés ici dans les années 1930 par des membres et des sympathisants de l'ancien Sokol de Vřesina. De nos jours, des maisons se trouvent sur cet emplacement.